# Valerio Perentin
Valerio Perentin, född 12 juli 1909 i Izola, död 7 januari 1998 i Neapel, var en italiensk roddare.
Perentin blev olympisk guldmedaljör i fyra med styrman vid sommarspelen 1928 i Amsterdam.